# Feliks Andrzeykowicz
Feliks Andrzeykowicz – prezes sądu apelacyjnego grodzieńskiego w 1820 roku.
Przed 1820 roku nadano mu w Paryżu 31. stopień wtajemniczenia w placówce Wielkiego Wschodu Francji, w 1820 roku był członkiem honorowym loży Przyjaciele Ludzkości (Wielki Wschód Polski) w Grodnie.